# Anatolij Sobczak
Anatolij Aleksandrowicz Sobczak (ros. Анатолий Александрович Собчак, ur. 10 sierpnia 1937 w Czycie, zm. 20 lutego 2000 w Swietłogorsku) – rosyjski prawnik i polityk.

## Życiorys
Jak sam wspominał we wspomnieniach, jego ojcem był Polak, a matka Czeszką. Narodowość zapisaną w dokumentach rodzina zmieniła na rosyjską, używając dostarczonych przez znajomego pustych formularzy dowodów osobistych, gdy w 1939 roku dowiedziała się o wydanym przez Stalina rozkazie, by w ciągu 24 godzin wysiedlić wszystkich Polaków z ich miejscowości na Syberię.
W 1959 ukończył studia na Wydziale Prawa Leningradzkiego Uniwersytetu Państwowego. Po ukończeniu studiów pracował jako adwokat w Stawropolu. W latach 1962–1965 odbywał na Uniwersytecie Leningradzkim studia doktoranckie. Po ukończeniu studiów doktoranckich, w latach 1965–1968 pracował jako wykładowca w szkole milicyjnej Ministerstwa Spraw Wewnętrznych ZSRR w Leningradzie. W latach 1968–1973 był docentem w Leningradzkim Instytucie Technologicznym Przemysłu Papierniczego. Od 1973 do 1981 pracował jako docent, a od 1981 do 1989 jako profesor i kierownik Katedry Prawa Gospodarczego na Uniwersytecie Leningradzkim. Pełnił funkcję dziekana Wydziału Prawa.
W czerwcu 1988 wstąpił do KPZR. W 1989 został wybrany Deputowanym Ludowym ZSRR. Na pierwszym Zjeździe Deputowanych Ludowych został wybrany w skład Rady Najwyższej ZSRR. Przewodniczył podkomisji ds. ustawodawstwa gospodarczego. Zaangażował się w prace legislacyjne nad zmianami w radzieckim systemie prawa oraz w działalność na rzecz demokratyzacji życia politycznego. Blisko współpracował z Andriejem Sacharowem i Borysem Jelcynem.

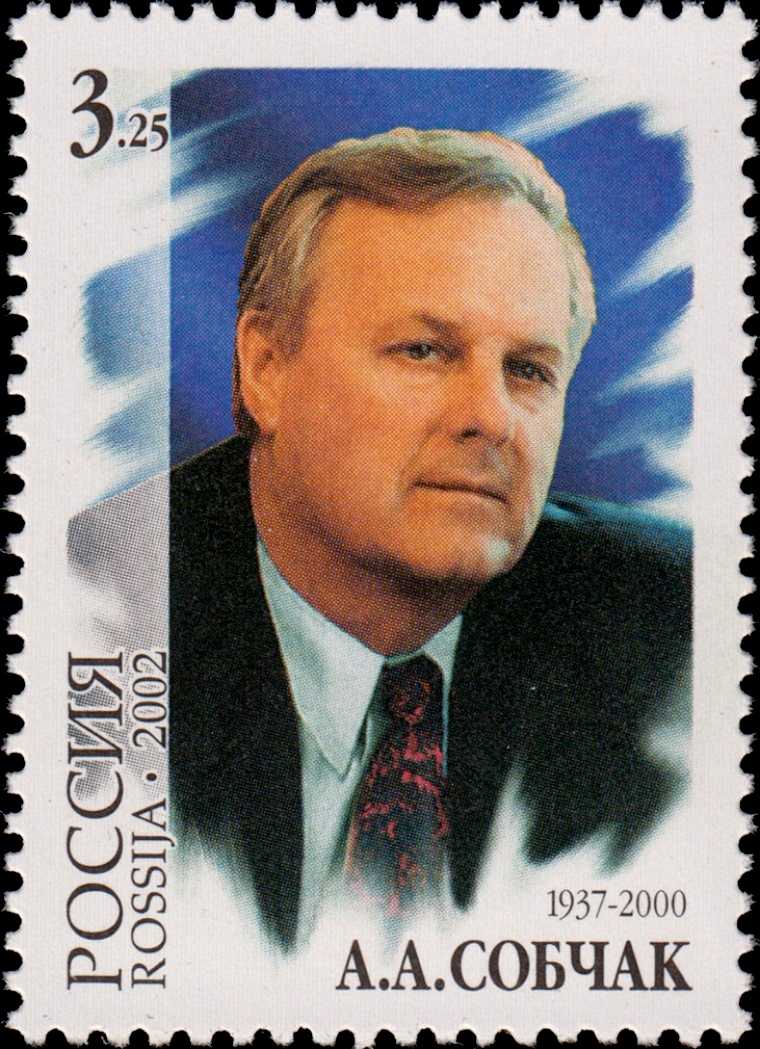
Znaczek pocztowy z 2002 r. z wizerunkiem Sobczaka

W kwietniu 1990 został wybrany do Rady Miejskiej Leningradu, a w maju tego samego roku jej przewodniczącym. W czerwcu 1991 został wybrany w bezpośrednich wyborach na stanowisko mera miasta. Był jednym z inicjatorów przywrócenia Leningradowi historycznej nazwy Sankt Petersburg. Jako mer doprowadził do ożywienia kulturalnego i przyciągnięcia inwestycji zagranicznych. Z drugiej strony był krytykowany za dopuszczenie do wzrostu korupcji i przestępczości. W okresie sprawowania funkcji mera blisko współpracował z późniejszym prezydentem Władimirem Putinem (który był najpierw doradcą, a następnie zastępcą Sobczaka).
W latach 1991–1993 brał udział w pracach nad przygotowaniem rosyjskiej konstytucji. W 1991 zakładał Ruch Reform Demokratycznych. Był kandydatem w wyborach do Dumy Państwowej jednak blok wyborczy Ruchu Reform Demokratycznych nie przekroczył progu wyborczego. W 1996 wstąpił do ugrupowania Nasz Dom – Rosja. W lipcu 1996 przegrał wybory na stanowisko gubernatora Sankt Petersburga ze swoim byłym zastępcą Władimirem Jakowlewem.
Nieprawidłowości z okresu jego rządów w Sankt Petersburgu stały się przedmiotem śledztwa prokuratorskiego w 1997. W listopadzie 1997 Sobczak opuścił kraj i udał się do Paryża na leczenie. We Francji przebywał do 1999. Jego zwolennicy uznawali stawiane mu zarzuty za element walki politycznej. W listopadzie 1999 sprawa przeciwko niemu została umorzona. Uważa się, że za tą decyzją stał Władimir Putin, który w międzyczasie objął stanowisko premiera Federacji Rosyjskiej. Sobczak powrócił do Rosji kilka miesięcy wcześniej, w czerwcu, tuż po objęciu przez Putina funkcji szefa rządu.
W grudniu 1999 bez sukcesu ubiegał się o stanowisko deputowanego Dumy Państwowej. Zmarł 20 lutego 2000 w wyniku ataku serca w sanatorium w Swietłogorsku. Okoliczności jego śmierci stały się wkrótce przedmiotem domysłów i spekulacji. 
Dwukrotnie żonaty, w pierwszym i drugim małżeństwie urodziły mu się córki: Maria i  Ksenia Sobczak (ur. 1981).

## Odznaczenia, wyróżnienia i nagrody
- Medal Jubileuszowy „300 lat Rosyjskiej Floty” (1996)
- Order Świętego Aleksandra Newskiego (2002, pośmiertnie)
- Order Świętego Księcia Daniela Moskiewskiego I klasy
- Srebrny Order Olimpijski (1995)

Honorowy obywatel m.in. Sankt Petersburga (pośmiertnie, 2010), Tbilisi (1991), Indianapolis (1992), Maryland (1993), Oklahomy (1994).